# Eberhard Schöler

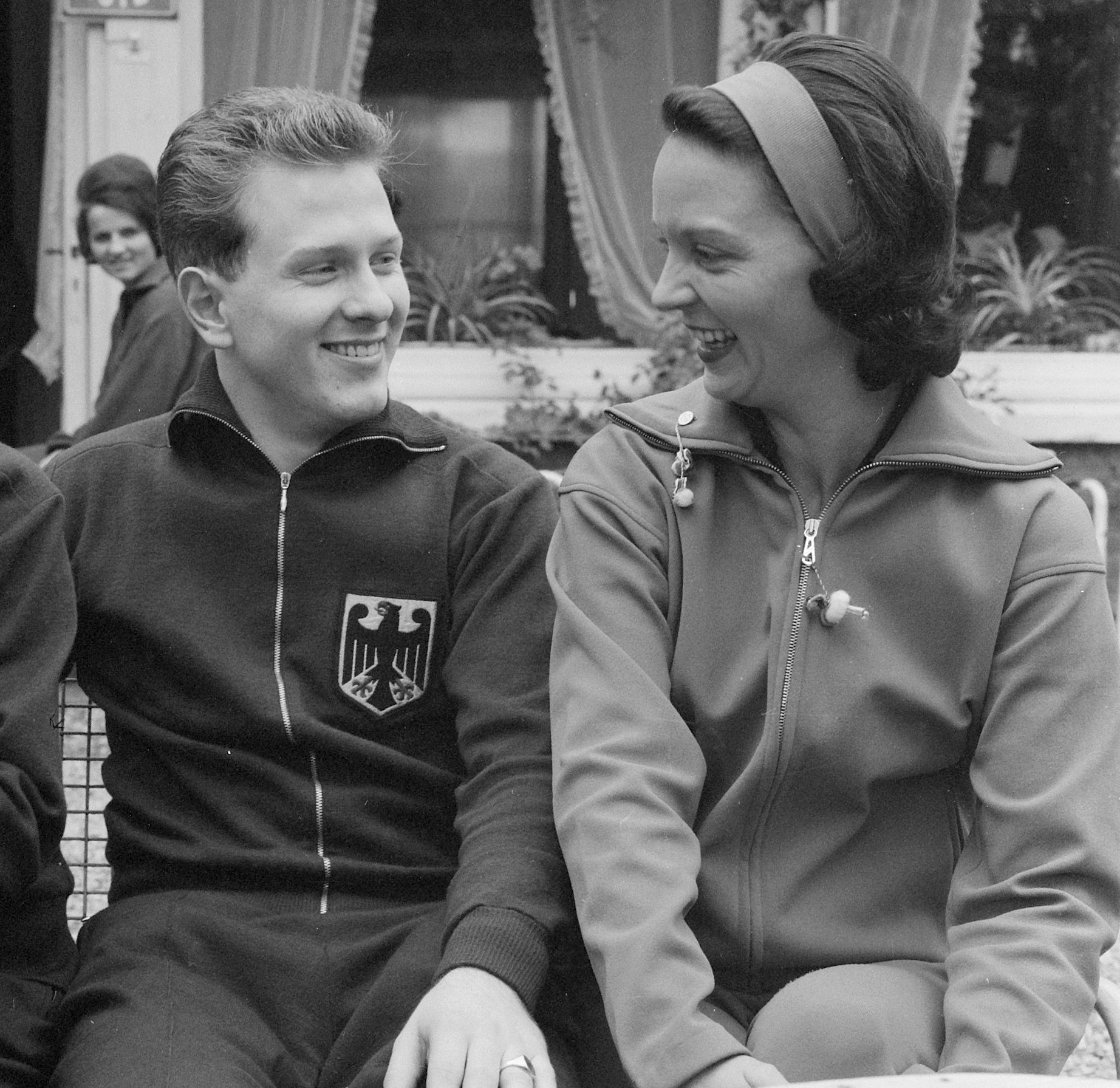
Eberhard Schöler und Diane Rowe, 1962

Hans Eberhard Schöler (* 22. Dezember 1940 in Flatow, Westpreußen) ist ein ehemaliger deutscher Tischtennisspieler. Nach Ende seiner aktiven Laufbahn übernahm er Aufgaben innerhalb des DTTB, des europäischen Verbands ETTU und des Weltverbandes ITTF.

## Größte Erfolge
Schölers größte Erfolge waren die Vizeweltmeisterschaft 1969 (im Einzel und mit der Mannschaft), der 3. Platz bei den Weltmeisterschaften 1965 und 1967 sowie der 9-malige Gewinn der deutschen Meisterschaft. Viermal gewann er die Internationale Deutsche Meisterschaft. Daneben wurde er mit seinen Mannschaften DJK TuSA 06 Düsseldorf und Borussia Düsseldorf mehrmals deutscher Mannschaftsmeister. Zwischen 1961 und 1973 spielte er 155-mal in der Nationalmannschaft.
Schöler war auch bei der Einführung der Tischtennis-Bundesliga 1966 dabei. In der Folge nahm er 224-mal ununterbrochen an den Mannschaftskämpfen teil, ehe er im Februar 1979 erstmals aussetzte.

## Spielweise
Schöler war reiner Defensivspieler. Meist stand er weit hinter dem Tisch, ließ den Gegner angreifen und wehrte die Bälle beidseitig mit variablem Unterschnitt ab. Besonders schwer einschätzbar war für seine Gegner die extrem flache und schnelle Rückhandunterschnittabwehr auch auf Schmetterbälle. Da Schöler auf Vor- und Rückhandseite verschiedene Beläge (Rückhandseite: klassisches „englisches“ Noppengummi, Vorhandseite: Noppen-Innen-Belag [Backside]) einsetzte, war sein Tischtennisschläger im Grunde der Vorläufer der Kombischläger. Er drehte zwar den Schläger nur gelegentlich – dennoch war sein Unterschnitt und vor allem der Schnittwechsel (zwischen Vor- und Rückhandseite) gefürchtet. Außerdem konnte er blitzschnell an den Tisch kommen und auch relativ flache Stoppbälle hart schießen (Schöler-Peitsche). Ausgezeichnet haben ihn neben seiner extremen Präzision und Ballsicherheit vor allem seine Geduld und Nervenstärke, die ihm – auch wegen seines stoisch unbewegten Gesichts – den Namen „Mr. Pokerface“ einbrachten. Schöler war ebenfalls wegen seiner harten Vorhand-Topspins gefürchtet. Meist platzierte er den Ball mit extremem Unterschnitt in die Mitte der Plattenhälfte seines Gegenspielers, um ihn am Rückschlag zu hindern. Viele Defensivakteure spielen auch heute noch mit der sogenannten „Hacktechnik“ Schölers, einem Defensivschlag mit starkem Einsatz des Handgelenks.

## Werdegang
Schöler wurde als Sohn des dortigen Flatower Kreisbaumeisters Friedrich Wilhelm und Luise Martha Mausolf in Westpreußen geboren, studierte Betriebswirtschaft, war Kaufmann und Fachmann für Glasbausteine. Erstmals spielte er 1953 Tischtennis. Sein erster Verein war TTC Schwarz-Weiß 37 Düsseldorf. 1957 schloss er sich DJK TuSA 06 Düsseldorf an. Erstmals trat er Anfang 1960 international beim Sechs-Länder-Turnier in Rotterdam auf. Anfang 1966 heiratete er die englische Tischtennisspielerin Diane Rowe. 1968 wechselte er zum Lokalkonkurrenten PSV Borussia Düsseldorf (heute Borussia Düsseldorf) und begründete den Wechsel mit „beruflichen Vergünstigungen“. 1974 beendete er seine internationale Karriere, im August 1979 zog er sich auch vom aktiven nationalen Leistungssport zurück.
Neun Mal wurde er Deutscher Meister im Einzel. Damit hielt er zusammen mit Conny Freundorfer bis 2015 den Rekord, den dann Timo Boll mit seinem zehnten Titelgewinn überbot.
1982 wurde er deutscher Seniorenmeister, 1986 trat er noch einmal bei den Senioren-Weltmeisterschaften an und belegte in der Klasse Ü40 den 2. Platz.
Nach 1974 übernahm er Ehrenämter beim DTTB und auch bei internationalen Verbänden:
- 1981 bis 1983 Sportwart beim Deutschen Tischtennis-Bund DTTB
- 1993 Vizepräsident Leistungssport beim DTTB
- 1994 Vorstand/Council beim Weltverband ITTF
- 1994–2012 Vizepräsident beim europäischen Verband ETTU[7][8]
- 2007 Rücktritt von der Tätigkeit im Vorstand des DTTB
- 2013 Mitglied des Beratergremiums für ITTF-Präsident Adham Sharara[9]
- 2013 Präsident des Swaythling Club International

## Ehrungen
Schöler erhielt wegen seiner Verdienste um den Tischtennis-Sport und wegen seines vorbildlichen sportlichen Verhaltens mehrere Auszeichnungen.
Der nordrhein-westfälische Ministerpräsident Franz Meyers überreichte ihm 1966 die Sportplakette des Landes Nordrhein-Westfalen. Im gleichen Jahr wurde ihm das Silberne Lorbeerblatt der Bundesrepublik Deutschland für herausragende sportliche Leistungen verliehen. Nach der Weltmeisterschaft in München 1969 erhielt er die Barna-Trophy des Swaythling Club International für Fair-Play. Im gleichen Jahr erreichte er bei der Wahl zum Sportler des Jahres den zweiten Platz. Im Auftrag der deutschen Sportjournalisten überreichte ihm Max Schmeling den Fair-Play-Pokal. 1992 erhielt Schöler den Verdienstorden des Landes Nordrhein-Westfalen. 1999 wurde er mit dem Georg von Opel-Preis für „Unvergessene Sieger“ ausgezeichnet.
Im August 2009 erhielt Eberhard Schöler das Bundesverdienstkreuz am Bande, 2011 wurde er in die Hall of Fame des deutschen Sports aufgenommen. 2014 ernannte ihn der ETTU-Kongress zum Ehrenmitglied der Europäischen Tischtennisunion ETTU.

## Besondere Spiele

### Länderkampf gegen China 1963
Der Weltmeister China trat in Nürnberg mit seiner stärksten Mannschaft an. Schöler gewann alle drei Einzelkämpfe gegen die in der Weltspitze vertretenen chinesischen Spieler Zhuang Zedong, Liao Weng-ting und Xu Yinsheng.

### WM 1965
Bei der Weltmeisterschaft 1965 in Ljubljana gelangte Schöler nach Siegen gegen Hans Alsér und Edvard Vecko ins Viertelfinale. Hier trat er gegen den Dritten der Weltrangliste Zhang Xielin aus China an. Zhang Xielin hatte zuvor noch nie gegen einen Europäer verloren. Etwa 10.000 Zuschauer verfolgten das Spiel.
Beide Kontrahenten gehörten zu den weltbesten Abwehrspezialisten. Schöler gewann die ersten beiden Sätze mit 21:15 und 21:14. Im dritten Satz setzte beim Stande von 6:5 für Schöler das Zeitspiel ein. Diesen Satz gewann der Chinese, ebenfalls den vierten Satz mit 23:21, nachdem Schöler bereits 20:17 geführt hatte. Im entscheidenden fünften Satz gelangte Schölers über 5:10, 10:11, 10:15, 13:17 zum 21:20. Durch einen Kantenball glich Zhang Xielin aus. Nach beiderseitigen Netz- und Kantenbällen gewann Schöler schließlich glücklich mit 27:25.
Das Spiel hatte fast zwei Stunden gedauert. Bereits eine halbe Stunde später musste Schöler im Halbfinale gegen Zhuang Zedong antreten. Hier war er jedoch bereits stark erschöpft, er verlor chancenlos 0:3.

„Das ist keine Angelegenheit mehr zwischen Schöler und dem Chinesen, das ist der Kampf Europa – Asien“

### Deutsche Meisterschaft 1969
Am 19. Januar 1969 stand Schöler bei der deutschen Einzelmeisterschaft in Hagen im Endspiel Bernt Jansen gegenüber. Drei Gewinnsätze waren zum Sieg erforderlich. Nach 11:21, 21:11, 19:21, 21:13 stand es nach Sätzen 2:2. Der fünfte Satz musste entscheiden. Beim Stande von 15:15 zog Jansen auf 20:15 davon, aber Schöler wehrte alle Matchbälle ab. Bei 21:21 trat das Zeitspiel ein. Schöler begann mit einem Aufschlagfehler, Jansen verschob den folgenden Ballwechsel – Ausgleich 22:22. Die nächsten beiden Punkte erkämpfte Schöler und gewann damit den Satz mit 24:22. Damit war er erneut deutscher Meister.
Die Zeitschrift Deutscher Tischtennis Sport bezeichnete das Spiel als „Das Wunder von Hagen“.

„Äußerst merkwürdig, dieses Spiel“

### WM-Endspiel 1969
Bei der Weltmeisterschaft 1969 in München erreichte Schöler nach Siegen über Anatoli Amelin (Sowjetunion), Jaroslav Staněk (CSSR) und Tokio Tasaka (Japan) das Endspiel. Hier stand er am 27. April vor 6700 Zuschauern dem Japaner Shigeo Itoh gegenüber. Das System sah drei Gewinnsätze vor. Schöler gewann die beiden ersten Sätze (21:19 und 21:14), doch Itoh konnte das Blatt wenden, er gewann im 3. Satz knapp mit 21:19 und im 4. Satz mit 21:15. Den 5. Satz verlor Schöler dann chancenlos mit 21:9. Somit blieb für ihn nur der Titel des Vizeweltmeisters.
Erst bei der WM 2003 erreichte mit dem Koreaner Joo Se-hyuk wieder ein Abwehrspieler das Endspiel.

## Privat
Schöler hatte drei Brüder: Karl-Heinz (* 9. April 1926), Dietrich (* 15. Juni 1927; † 1928) und Reinhard (* 5. August 1931; † 2004), der Mitte der 1950er Jahre zu den besten Spielern des WTTV gehörte.
Aus seiner Ehe mit Diane Rowe († 2023) gingen zwei Kinder hervor; eine Tochter (* 1968) und ein Sohn (* 1974).
Eberhard Schöler gründete den Versandhandel für Tischtennisartikel schöler tischtennis, der 1977 von Wilfried Micke in schöler+micke übernommen wurde.

## Erfolge
- Nationale deutsche Meisterschaften
  - 1961 Wolfsburg - Doppel 3. Platz (mit Dieter Forster)
  - 1962 Freiburg - Einzel 1. Platz, Doppel 2. Platz (mit Dieter Forster)
  - 1963 Lübeck - Einzel, 1. Platz, 2. Platz Mixed (mit Ingrid Kriegelstein)
  - 1964 Siegen - Einzel 1. Platz, Doppel 1. Platz (mit Dieter Forster), 3. Platz Mixed (mit Rosemarie Seidel)
  - 1965 Wiesloch - Einzel 1. Platz, Doppel 2. Platz (mit Dieter Forster), 2. Platz Mixed (mit Ingrid Kriegelstein)
  - 1966 Osnabrück - Einzel 1. Platz, Doppel 2. Platz (mit Dieter Forster), 2. Platz Mixed (mit Agnes Simon)
  - 1967 Berlin - Einzel 1. Platz, 1. Platz Mixed (mit Diane Schöler)
  - 1968 Böblingen - Einzel 1. Platz, Doppel 3. Platz (mit Dieter Forster), 1. Platz Mixed (mit Agnes Simon)
  - 1969 Hagen - Einzel 1. Platz, Doppel 2. Platz (mit Ernst Gomolla), 3. Platz Mixed (mit Diane Schöler)
  - 1970 Frankfurt/Main - Einzel 2. Platz, Doppel 3. Platz (mit Dieter Forster), 3. Platz Mixed (mit Diane Schöler)
  - 1971 Hannover - Einzel 1. Platz, Doppel 3. Platz (mit Dieter Forster), 3. Platz Mixed (mit Diane Schöler)
  - 1972 Karlsruhe - Einzel 2. Platz, Doppel 3. Platz (mit Ernst Gomolla), 3. Platz Mixed (mit Diane Schöler)
  - 1973 München - 1. Platz Mixed (mit Diane Schöler)
  - 1974 Saarbrücken - Einzel 2. Platz, Doppel 3. Platz (mit Ernst Gomolla)
  - 1976 Essen - Einzel 3. Platz
  - 1977 Berlin - 3. Platz Mixed (mit Edit Wetzel)
  - 1982 Seniorenmeisterschaft in Essen - 1. Platz Einzel

- Deutsche Ranglistenturniere
  - 1959/60: Platz 2
  - 1964/65 – 1968/69: Fünfmal Sieg in Folge

- Internationale deutsche Meisterschaften
  - 1962 St. Ingbert - 1. Platz Einzel
  - 1963 Frankfurt/Main - 1. Platz Einzel
  - 1964 Wolfsburg - 1. Platz Einzel
  - 1965 Frankfurt/Main - 3. Platz Einzel
  - 1966 Lübeck - 3. Platz Einzel
  - 1970 Oberhausen - 1. Platz Einzel

- Weltmeisterschaften
  - 1963 in Prag: 3. Platz mit der Herrenmannschaft
  - 1965 in Ljubljana: 3. Platz Einzel, 10. Platz mit der Herrenmannschaft
  - 1967 in Stockholm: 3. Platz Einzel, Mixed Viertelfinale, 4. Platz mit der Herrenmannschaft
  - 1969 in München: 2. Platz Einzel, Mixed Viertelfinale, 2. Platz mit der Herrenmannschaft
  - 1971 in Nagoya: 3. Platz Mixed mit Diane Schöler, 6. Platz mit der Herrenmannschaft
  - 1973 in Sarajevo: 9. Platz mit der Herrenmannschaft
  - 1986 in Rimini bei Senioren-WM: 2. Platz im Einzel (Ü40)

- Europameisterschaften
  - 1962 in Berlin-West: 3. Platz Einzel, 3. Platz Doppel (mit Dieter Forster), 2. Platz Mixed mit Agnes Simon, 3. Platz Herrenmannschaft
  - 1964 in Malmö: 3. Platz Einzel, Viertelfinale Doppel mit Ernst Gomolla, 6. Platz Herrenmannschaft
  - 1966 in London: Achtelfinale Einzel, 7. Platz Herrenmannschaft
  - 1968 in Lyon: Achtelfinale Einzel, 8. Platz Herrenmannschaft
  - 1970 in Moskau: Viertelfinale Einzel, Viertelfinale Doppel, Viertelfinale Mixed, 5. Platz Herrenmannschaft
  - 1972 in Rotterdam: Achtelfinale Einzel, 3. Platz Doppel mit János Borzsei (Ungarn), 5. Platz Herrenmannschaft

- Internationale Meisterschaften
  - 1960 Österreich: 2. Platz Mixed
  - 1961 Italien: 2. Platz Doppel
  - 1961 Niederlande: 1. Platz Einzel, 1. Platz Mixed mit Agnes Simon
  - 1962 Frankreich: 2. Platz Einzel
  - 1962 Niederlande: 1. Platz Mixed mit Agnes Simon
  - 1963 Frankreich: 3. Platz Einzel
  - 1963 Jugoslawien: 2. Platz Einzel
  - 1964 Belgien: 1. Platz Einzel, 1. Platz Doppel mit Conny Freundorfer
  - 1964 Österreich: 1. Platz Doppel mit Ernst Gomolla
  - 1964 Wales: 1. Platz Einzel, 1. Platz Doppel mit Martin Ness, 1. Platz Mixed mit Diane Rowe
  - 1965 England: 1. Platz Einzel
  - 1965 Niederlande: 2. Platz Mixed
  - 1965 Ungarn: 2. Platz Einzel
  - 1966 Jugoslawien: 2. Platz Mixed
  - 1966 Wales: 3. Platz Einzel, 2. Platz Mixed
  - 1967 Belgien: 1. Platz Einzel
  - 1968 Niederlande: 2. Platz Einzel, 1. Platz Mixed mit Diane Schöler
  - 1969 Belgien: 2. Platz Einzel, 2. Platz Doppel, 1. Platz Mixed mit Diane Schöler
  - 1969 England: 1. Platz Mixed mit Diane Schöler
  - 1969 Ungarn: 2. Platz Doppel, 1. Platz Mixed mit Diane Schöler
  - 1969 Skandinavien: 2. Platz Mixed mit Diane Schöler
  - 1970 Italien: 1. Platz Doppel
  - 1970 Schweiz: 1. Platz Doppel, 1. Platz Mixed mit Diane Schöler
  - 1971 Skandinavien: 3. Platz Doppel
  - 1972 Österreich: 2. Platz Mixed
  - 1973 Schweiz: 2. Platz Doppel

- Deutsche Mannschaftsmeisterschaften jeweils 1. Platz
  - 1962 in Frankfurt/Main: TuSA Düsseldorf
  - 1963 in Frankfurt/Main: TuSA Düsseldorf
  - 1964 in Neuss: TuSA Düsseldorf
  - 1965 in Essen: TuSA Düsseldorf
  - 1967 TuSA Düsseldorf
  - 1969 Borussia Düsseldorf
  - 1970 Borussia Düsseldorf
  - 1971 Borussia Düsseldorf
  - 1974 Borussia Düsseldorf
  - 1975 Borussia Düsseldorf
  - 1978 Borussia Düsseldorf
  - 1979 Borussia Düsseldorf

- Deutsche Pokalmeisterschaften
  - 1964 in Essen: TuSA Düsseldorf
  - 1965 in Düsseldorf: TuSA Düsseldorf
  - 1966 in Osnabrück: TuSA Düsseldorf
  - 1970 in Düsseldorf: Borussia Düsseldorf
  - 1971 in Nidderau: Borussia Düsseldorf
  - 1974 in Reutlingen: Borussia Düsseldorf
  - 1975 in Bad Segeberg: Borussia Düsseldorf

- Ranglisten
  - 1962–1971: 1. Platz in der deutschen Rangliste
  - 1969: 1. Platz europäischer Verband ETTU
  - 1969: 2. Platz Weltverband ITTF

## Turnierergebnisse
| Verband | Veranstaltung       | Jahr | Ort       | Land | Einzel        | Doppel        | Mixed         | Team |
| ------- | ------------------- | ---- | --------- | ---- | ------------- | ------------- | ------------- | ---- |
| FRG     | Europameisterschaft | 1972 | Rotterdam | NED  | letzte 16     | Halbfinale    |               |      |
| FRG     | Europameisterschaft | 1970 | Moskau    | URS  | Viertelfinale | Viertelfinale | Viertelfinale |      |
| FRG     | Europameisterschaft | 1968 | Lyon      | FRA  | letzte 16     |               |               |      |
| FRG     | Europameisterschaft | 1966 | London    | ENG  | letzte 16     |               |               |      |
| FRG     | Europameisterschaft | 1964 | Malmö     | SWE  | Halbfinale    | Viertelfinale |               |      |
| FRG     | Europameisterschaft | 1962 | Berlin    | FRG  | Halbfinale    | Halbfinale    | Silber        |      |
| FRG     | EURO-TOP12          | 1973 | Böblingen | FRG  | 7             |               |               |      |
| FRG     | EURO-TOP12          | 1972 | Zagreb    | YUG  | 11            |               |               |      |
| FRG     | Weltmeisterschaft   | 1973 | Sarajevo  | YUG  | letzte 32     | letzte 32     | letzte 16     | 9    |
| FRG     | Weltmeisterschaft   | 1971 | Nagoya    | JPN  | letzte 64     | letzte 32     | Halbfinale    | 6    |
| FRG     | Weltmeisterschaft   | 1969 | München   | FRG  | Silber        | letzte 32     | Viertelfinale | 2    |
| FRG     | Weltmeisterschaft   | 1967 | Stockholm | SWE  | Halbfinale    | letzte 64     | Viertelfinale | 4    |
| FRG     | Weltmeisterschaft   | 1965 | Ljubljana | YUG  | Halbfinale    | letzte 32     | letzte 16     | 10   |
| FRG     | Weltmeisterschaft   | 1963 | Prag      | TCH  | letzte 64     | letzte 32     | letzte 32     | 3    |